# 1 Мая (район Рудаки)
1 Мая (тадж. 1-уми Май) — село в районе Рудаки Республики Таджикистан. 
Входит в состав джамоата (сельской общины) Россия района Рудаки.
Находится недалеко от г. Душанбе, на расстоянии 12 км от райцентра (пгт. Сомониён) и 1 км от центра общины (село Куштеппа).
Население — 5524 чел. (2017).